# Gevaarlijk afval
Gevaarlijk afval is afval dat gevaarlijk is voor mens, dier of milieu. Voorbeelden van gevaarlijk afval is afval dat zware metalen, polychloorbifenylen (pcb's) of (landbouw)chemicaliën bevat. Ook afgewerkte olie, oliefilters, batterijen, accu's, oplosmiddelen en beitsbaden zijn gevaarlijk afval. Radioactief afval is weliswaar gevaarlijk, maar valt volgens de Nederlandse wetgeving niet onder gevaarlijk afval. Hiervoor gelden aparte regels.
In de Europese afvalstoffenlijst, een geharmoniseerde lijst met een 800-tal stoffen, wordt gevaarlijk afval aangeduid met een asterisk (*). 
In het algemeen moet gevaarlijk afval naar categorie gescheiden opgeslagen, ingezameld en bewerkt of verbrand worden. Vanwege de schadelijke bestanddelen mag gevaarlijk afval niet bij het gewone afval. Klein gevaarlijk afval (KGA) van huishoudens wordt ook klein chemisch afval (KCA) genoemd, waarvoor de gemeenten of intercommunales de inzameling verzorgen. Dat van bedrijven moet door de bedrijven zelf herwerkt, gesorteerd worden.
Voor het afgeven van gevaarlijk afval aan een verwerker in het buitenland geldt de EG-verordening 259/93 'betreffende toezicht en controle op de overbrenging van afvalstoffen binnen, naar en uit de EG', de Europese Verordening Overbrenging Afvalstoffen, kortweg de EVOA. Het meeste gevaarlijk afval mag niet zomaar naar het buitenland, daar moet eerst toestemming voor gevraagd worden. 

## Nederland
In 2000 kwam in Nederland circa 1.600 miljoen kilogram gevaarlijk afval vrij. Dit is exclusief 570 miljoen kilo gevaarlijk afval uit de scheepvaart, 690 miljoen kilo verontreinigde grond en 85 miljoen kilo baggerspecie.

### Afgeven van gevaarlijk afval
Bedrijven zijn zelf verantwoordelijk voor een correcte afgifte van hun gevaarlijk afval aan een inzamelaar of verwerker.
Kleine hoeveelheden gevaarlijk afval worden klein gevaarlijk afval (KGA) genoemd. Het gaat hierbij om hoeveelheden tot 200 kg per afvalstof en per afgifte. Dus een partij van 150 kg verfafval en bijvoorbeeld 50 liter fixeer kan als een partij KGA worden afgegeven. KGA moet worden afgegeven aan erkende KGA-inzamelaars. Dat zijn bedrijven die van het ministerie van Infrastructuur en Waterstaat een vergunning hebben gekregen op grond van de Wet milieubeheer, om KGA in te nemen en te verwerken. Het Landelijk Meldpunt Afvalstoffen (LMA) heeft op haar website een lijst van alle erkende KGA-inzamelaars.
Voor 6 soorten KGA geldt een inzamelplicht. De KGA-inzamelaars zijn verplicht deze 6 afvalstoffen op afroep binnen een maand bij bedrijven op te halen. Het gaat om de volgende afvalstoffen:
- chemicaliën van laboratoria;
- resten van amalgaam van tandartsen;
- resten van verven, lakken en bijvoorbeeld beitsen;
- fotografisch gevaarlijk afval (onder andere fixeer, ontwikkelaar en spoelwater);
- zuur-, loog, galvanische- en etsbaden bij metaalbewerking;
- afgewerkte olie.

Verwerkers en inzamelaars van gevaarlijk afval zijn in Nederland verplicht om het LMA te melden als zij gevaarlijk afval ontvangen. Dat staat in de Wet milieubeheer. Ze moeten daarbij aangeven van wie het gevaarlijk afval afkomstig is, wat voor afval het is en hoeveel het is. Daarbij moeten de verwerkers en inzamelaars de zogenoemde Euralcode vermelden. Elke afvalstof op de Europese afvalstoffenlijst (Eural) heeft zo'n nummer. Bedrijven die gevaarlijk afval aanbieden aan een inzamelaar of verwerker moeten daarom een formulier invullen. Dit formulier wordt meestal verstrekt door de erkende verwerker of inzamelaar.
Het bevoegd gezag (meestal de provincie) gebruikt de meldgegevens bij het toezicht op zowel de bedrijven die het afval afgeven, als de bedrijven die het in ontvangst nemen. De gegevens worden ook gebruikt om een beeld te krijgen van het ontstaan en verwerken van gevaarlijk afval.

### Vervoer van gevaarlijk afval
Vervoerders van gevaarlijke afvalstoffen moeten over een begeleidingsbrief beschikken. Daardoor is bijvoorbeeld bij een ongeval snel duidelijk welke gevaarlijke stoffen worden vervoerd. Volgens de wet moet degene die het afval meegeeft de begeleidingsbrief aan de vervoerder meegeven. Meestal geeft echter het bedrijf dat de afvalstoffen in ontvangst neemt een ingevulde begeleidingsbrief aan de aanbieder van het afval ter ondertekening. Daarmee is de aanbieder verantwoordelijk voor de inhoud.
Op het vervoer van gevaarlijke afvalstoffen kunnen ook regels voor vervoer van gevaarlijke stoffen gelden. De regels betreffen met name eisen aan de verpakking, de etikettering en de informatie in de begeleidingsbrief. Ook hier verzorgt de vervoerder meestal dat aan deze verplichtingen wordt voldaan.

## België
In België zijn de gewesten bevoegd voor het afvalbeleid. De uitvoerende organen zijn respectievelijk de Openbare Vlaamse Afvalstoffenmaatschappij, Leefmilieu Brussel en het Office Wallon des déchets. Over het algemeen is Wallonië het strengste van de drie.
De drie gewesten organiseren een erkenning voor "inzamelaars, handelaars of makelaars van gevaarlijke afvalstoffen" en publiceren een gezamenlijke lijst.  Vlaanderen werkt met een kwaliteitsborgingssysteem (KBS), dat wordt gekeurd door een tiental onafhankelijke keuringsbureaus die daarvoor erkend zijn, zoals DNV, KIWA, Lloyd's, SGS, Veritas, Vinçotte en andere. 
chemisch afval ·
gevaarlijk afval ·
plasticsoep ·
radioactief afval ·
ruimteschroot